# Милодух
Милодух (лат. Hyssopus oficinalis L. породица: Lamiaceae, народна имена: изоп, благовањ, ижоп, вељен, вузак) је лековита биљка која потиче из Мале Азије и из сушних предела Средоземног мора. Гаји се претежно у средњој и јужној Европи. Значајни засади под милодухом су у Русији, Италији, Шпанији, Француској и у Индији.

## Ботаничке особине
У односу на богатство у којем се јавља у генском центру (центру порекла), милодух се дели на четири подврсте. У средњој Европи значајна су два:
- Голи или слабо длакави
- Јако длакави

Милодух је вишегодишњи полужбун. корен је вишеглав, дубок, вретенаст. Стабло је усправно, високо 50–70 cm и грана се у доњем делу. При земљи је одрвењено, а изнад тога зељасто. Листови су наспрамно распоређени, тамнозелени, по ободу равни, ланцетасти. Развијен лист дужине је 2–4 cm, ширине 0,5–1 cm, прекривен жлездама са етарским уљима и са лица и са наличја типично ксероморфан. Цваст се састоји од 7 до 9 цветова распоређених у пршљениве. Цветови су плаве, беле и розе боје. Цвета од јуна до септембра. Плод је тамна или браонкастоцрна орашица издуженојајастог облика на врху зашиљена, дужине 2-2,5 cm, ширине 1-1,2 cm, масе 1000 зрна 1-1,2 g.

## Хемијски састав
Хемијски састав милодуха садржи 0,3-1% етарског уља. Главни састојак етарског уља је 1-пинокамфен. Важнији састојци су још и алфаи бета-пинен, камфен као и неколико секвитерпетских алкохола. Надземни делови милодуха осим етарског уља садрже флавоноиде 5-8% тинина 3-6% горких материја, диосмин, хисопин и смолу.

## Лековито деловање и употреба
Осушени цветни изданци милодуха користе се у разним чајевима, чајним смешама као експекторанти и лекови против хроничног бронхитиса и астматичних обољења. Чест је састојак хипертензичних препарата, као и чајева за побољшање апетита. Помаже и код ноћног знојења изазваног туберкулозом плућа, затим код прекомерне слузи у цревима, жутице итд. Екстракт је добар фунгицид и дијафоретик. Дрога је зачински горка, користи се у домаћинству, као и у прехрамбеној индустрији за побољшање меса и умака. Етарско уље се користи како у конзервној и ликерској, тако и у парфимеријској индустрији. Милодух је погодан за озелењавање сувих брежуљака.

## Гајење
Добро расте на сувим, топлим и према југу окренутим падинама. Добро подноси сушу. Успева на свим типовима земљишта. Може се успешно гајити и на мање плодним, шљунковитим теренима, готово на кршу. Најбоље расте на кречним, средње везаним теренима који се лако загревају.
Пошто више година остаје на истој њиви, мора се обратити пажња да се сеје на земљишту у којем нема вишегодишњих корова. Добри предусеви су:
- Житарице
- Бела слачица
- Обична репица

Биљке чије се семе лако осипа (мирођија, коморач и коријандар) и које се не могу успешно сузбити хербицидима, који нису штетни по милодух, нису добри предусеви. Милодух се може сејати на истој њиви тек после 4-5 година.
Пошто се милодух гаји на слабо плодним земљиштима, то на постизање задовољавајућих приноса можемо рачунати само при редовном ђубрењу. Ђубрење органским ђубривима - из економских разлога - не долази у обзир. У вишегодишњим засадима треба ђубрити првенствено азотним ђубривима, а количине зависе од развића милодуха. Продуктивна способност старих засада може се сачувати додавањем повећих количина азотних ђубрива (60–90 kg/ha N).
Припрема земљишта се састоји од љуштења (што има изузета значај у борби против корова) и дубоког орања у јесен. Земљиште треба да је растресито и поравнато, зато је пред сетву потребно дрљање и равнање или употреба сетво-спремача.
Милодух се размножава сетвом семена у рано пролеће, у марту, најкасније почетком априла. Последица касне сетве је неравномерно ницање. Препоручљиво је сејати 120-150 клијавих семена по дужном метру, што у зависности од клијавости износи 3–5 kg/ha семена. Дубина сетве је од 1–2 cm. После сетве, уколико земља није сувише влажна, препоручује се употреба кембрџ-ваљка ради равномерног ницања.
Сеје се на размаку 50–70 cm између редова, у зависности од машине за обраду земљишта и жетву, којима газдинство располаже. На теренима са нагибом редови треба да буду паралелни са изохипсама.
У борби против корова треба користити хемијско и механичко уништавање корова. Непосредно после сетве (али обавезно пре ницања) третира се са 2,5–3 kg/ha прометрина Ѕ-50). Ово је довољна заштита од корова у прва два месеца вегетације. У неповољним условима - ако је пролеће веома суво, ако се њива закоровљава упркос третитању хербицидом - корови који ничу могу се сузбити прстењем са 1%-ним паракватом (третира се пре ницања). У првој години се према потреби може прскати са 1-1,5 kg/ha линурона, односно 1,5–3 kg/ha прометрина Ѕ-50, када је милодух висине 10–15 cm. Вишегодишњи милодух може се третирати у рано пролеће пре ницања монокотиледоних корова, када су изданци дуги 10–20 cm. Може се прскати са 1,5-2,5 kg/ha линурона, односно 2–3 kg/ha прометрина.
Сузбијање корова сваке године треба допунити једним међуредним окопавањем. Овом мером се уједно постиже и боље проветравање земљишта. Ако услед напада трипса дође до веће штете на листовима, треба пре цветања прскати неким препаратом на бази диметоата (0,1%).
Последњих година се у вишегодишњим засадима често јавља пољска вилина косица (лат. Cuscuta campestris) која се сузбија локалним третирањем дикватом (1%) после прве косидбе, или паљењем.
За добијање суве дроге, милодух се коси од почетка цветања до пуног цветања, а за добијање етарског уља коси се у јулу у периоду пуног цветања. Препоручљиво је да се коси изнад доњих, одрвењених делова, јер они смањују квалитет дроге. Ако је време суво, покошена биљка се може оставити на њиви да вене, јер чак и ако остане неколико дана на Сунцу, то још неће утицати на боју биљке. У колико је време кишовито после косидбе, треба милодух отпремити до сушаре. Најпогодније су сушаре са хладним или умерено топлим ваздухом. После сушења дрога се спрема у хале.
Принос милодуха у првој години је 2-3 t/ha, а од друге године 6-10 t/ha свеже биљке. Принос етарског уља се креће између 8–15 kg/ha однос између свежег и сувог милодуха је 5:1.
За дрогу Hyssopi herba прописан је стандард JUS E.B3079
| Особине                           | Садржај у % за квалитет I | Садржај у % за квалитет II |
| --------------------------------- | ------------------------- | -------------------------- |
| Етарско уље, најмање              | 0,5                       | 0,3                        |
| Измењена боја, највише            | 1                         | 2                          |
| Делови биљке мањи од 2mm, највише | 3                         | 5                          |
| Примесе других биљака, највише    | 0.5                       | 1                          |
| Влага, највише                    |                           |                            |
| Пепео, највише                    |                           |                            |

За етарско уље милодуха - Hyssopus officinalis linnaeus прописан је стандард JUS H.H9.067
| Својства                         | Карактеристике                      |
| -------------------------------- | ----------------------------------- |
| Спољни изглед                    | Бистра, безбојна покретљива течност |
| Мирис                            | Карактеристичан                     |
| Релативна густина на 20 °C/20 °C | Од 0,920 до 0,979                   |
| Индекс рефракције на 20 °C       | Од 1,440 до 1,482                   |
| Оптичка ротација на 20 °C        | Између -25° и -6°                   |
| Киселински број                  | Мање или једнако 11,0               |
| Етарско број                     | Од 3 до 36                          |